# سنت ایو
سنت ایو (به انگلیسی: St Ewe) یک روستا و محله مدنی در بریتانیا است که در کورنوال واقع شده‌است. سنت ایو ۵۶۸ نفر جمعیت دارد.